# Madame Tussauds
El Museu de Madame Tussaud és un museu de cera que posseeix la col·lecció més gran de figures de celebritats. La seu central del museu està a Londres, però també hi ha establiments a Nova York, Hong Kong, Las Vegas, Amsterdam i Berlín. Va ser fundat per l'escultora de cera Marie Tussaud que era coneguda formalment com a "Madame Tussaud's", malgrat que l'apòstrof caigué en desús.

## Madame Tussaud
Marie Tussaud (1761-1850) va néixer a Estrasburg, França, i va treballar com a majordoma per al Doctor Philippe Curtius, un metge expert en modelisme en cera, art que li va ensenyar. El 1765, Curtius va fer una escultura de cera de Marie-Jeanne du Barry, l'amant del rei Lluís XV. Un motlle d'aquella primera escultura és el treball més antic actualment exposat al museu.
Es va realitzar la primera exposició de les figures de cera de Curtius el 1770 que va despertar una certa afluència de visitants. L'exposició va ser traslladada al Palau Reial de París el 1776. Es va obrir una segona exposició sobre el Bulevard del Tremp el 1782, la "Caverne des Grands Voleurs", un precursor de la posterior Cambra dels Horrors.
Madame Tussaud també va ser l'autora dels bustos de Necker i del Duc d'Orleans duts pels manifestants després de la destitució de Necker el 1789. Ella també va modelar els rostres de Marat, Lluís XVI i Robespierre entre altres guillotinats, actualment exposats en la secció anomenada "Càmera dels horrors" del Museu Tussaud. Es va casar amb l'enginyer François Tussaud del qual n'heretà el cognom de casada. Va realitzar la seva primera exposició permanent el 1835 a Baker Street, Londres, on es van exposar figures els models dels quals havien estat víctimes de la guillotina.

## Llista d'estàtues

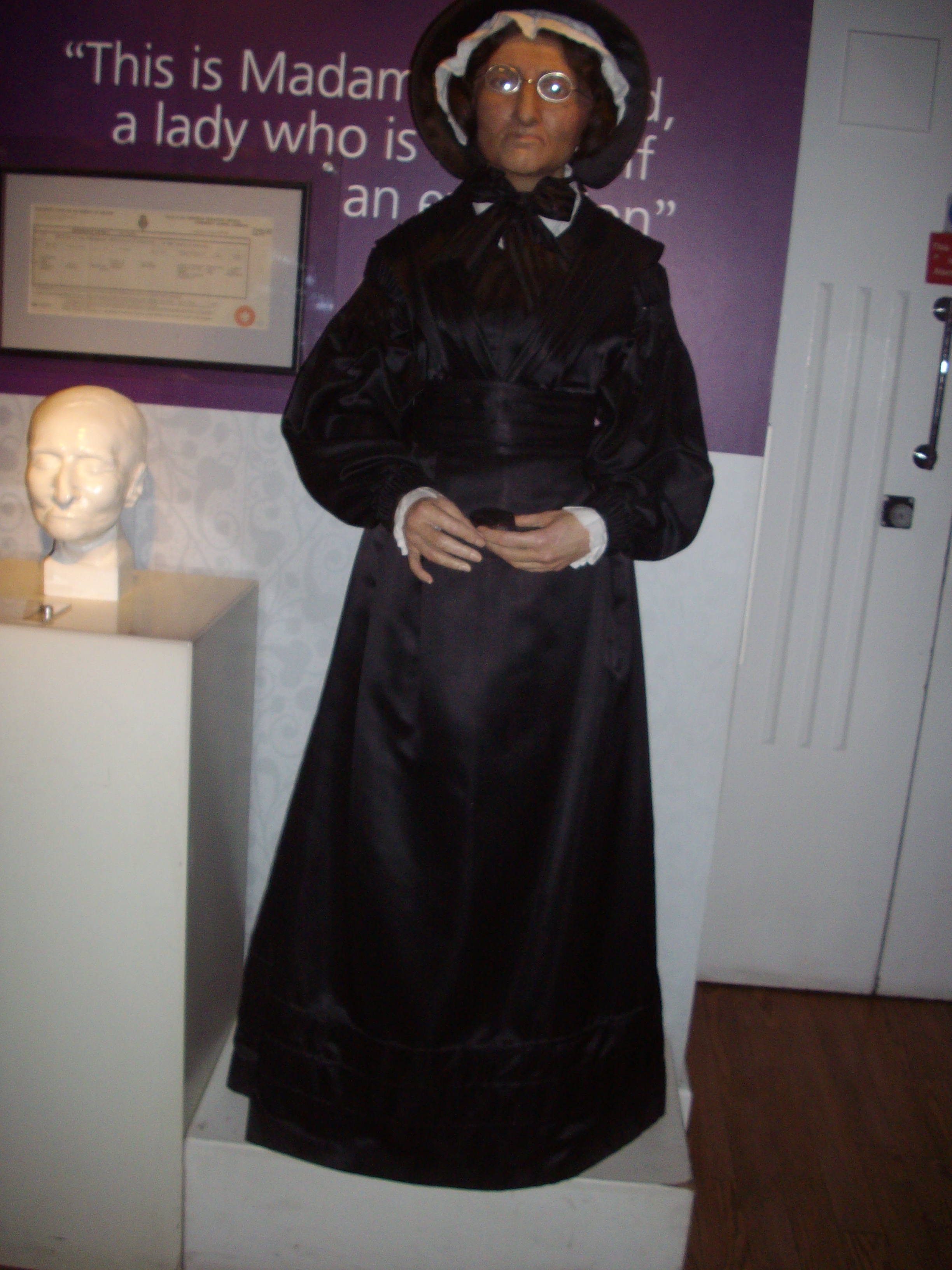
Autoretrat de 'Madame Tussaud' exposat al Museu de Cera de Londres

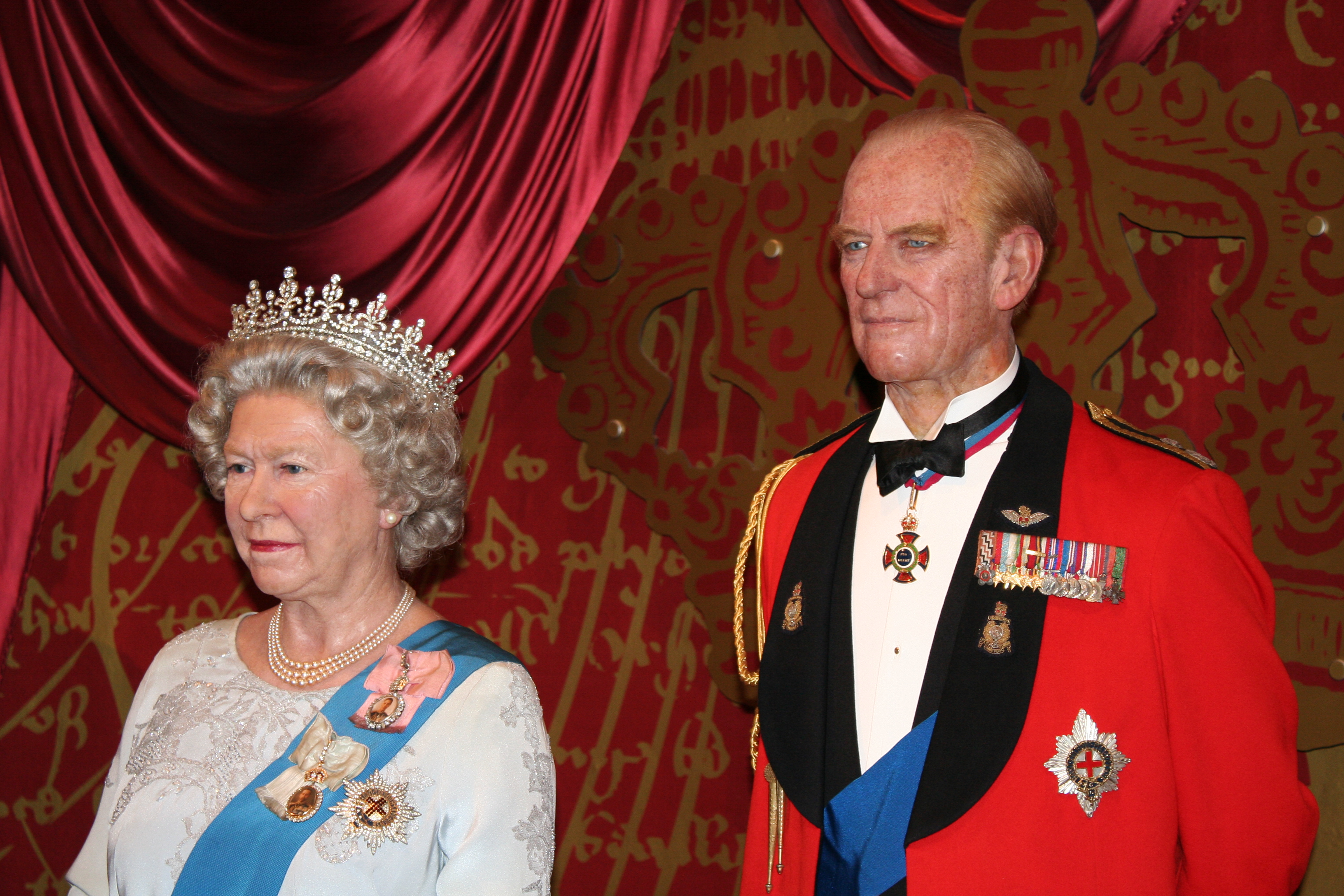
Elizabeth II

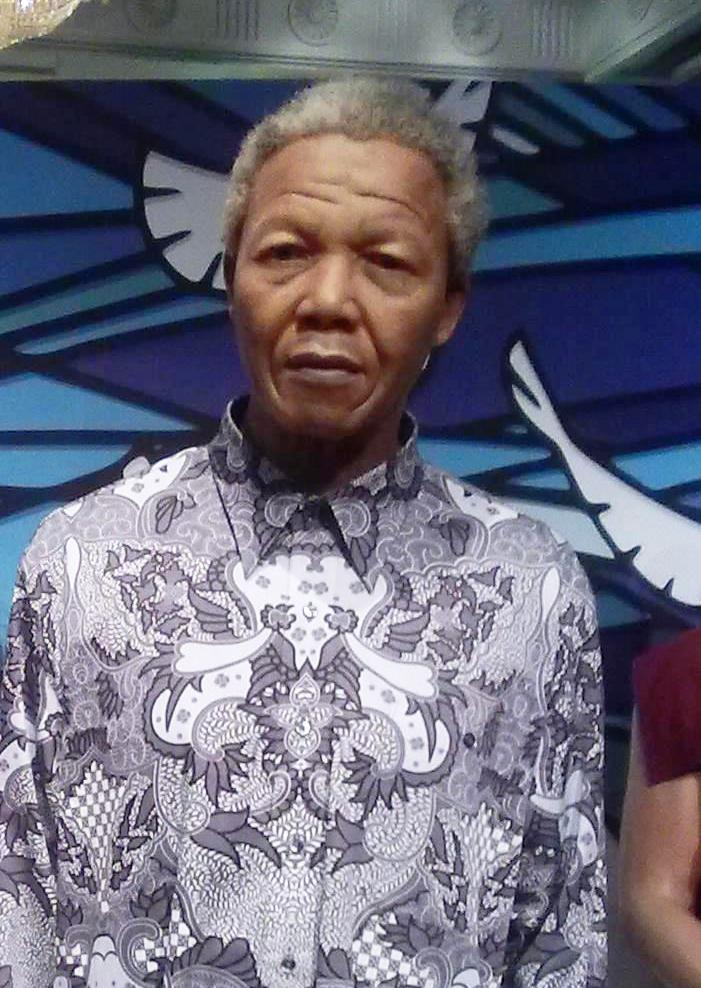
Nelson Mandela

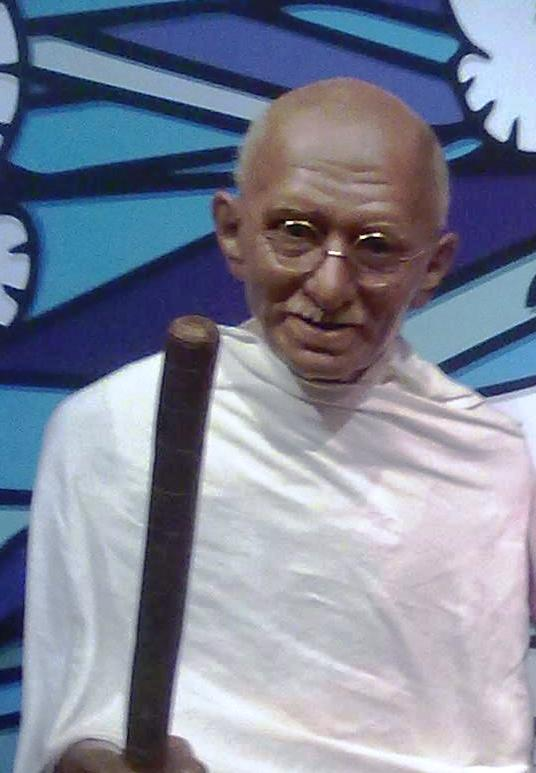
Mohanda Karamchand Gandhi

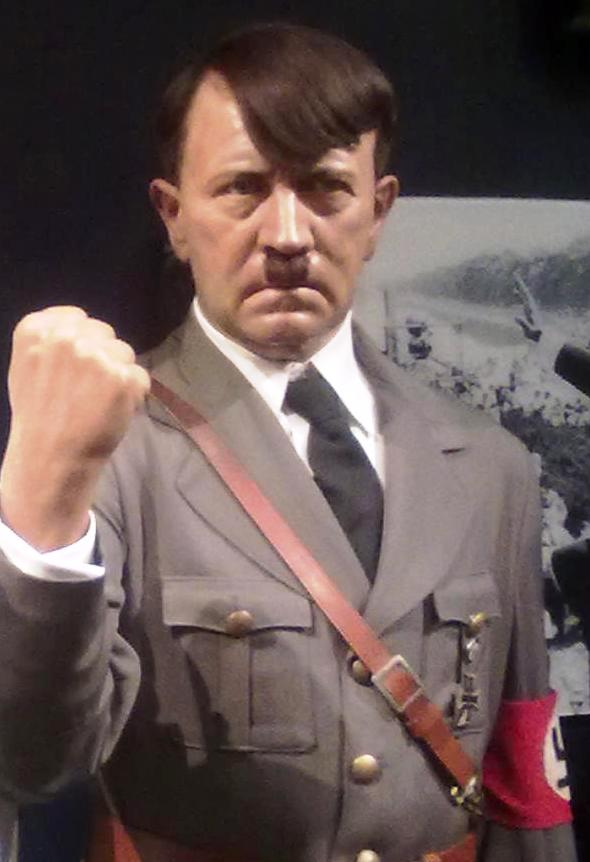
Adolf Hitler

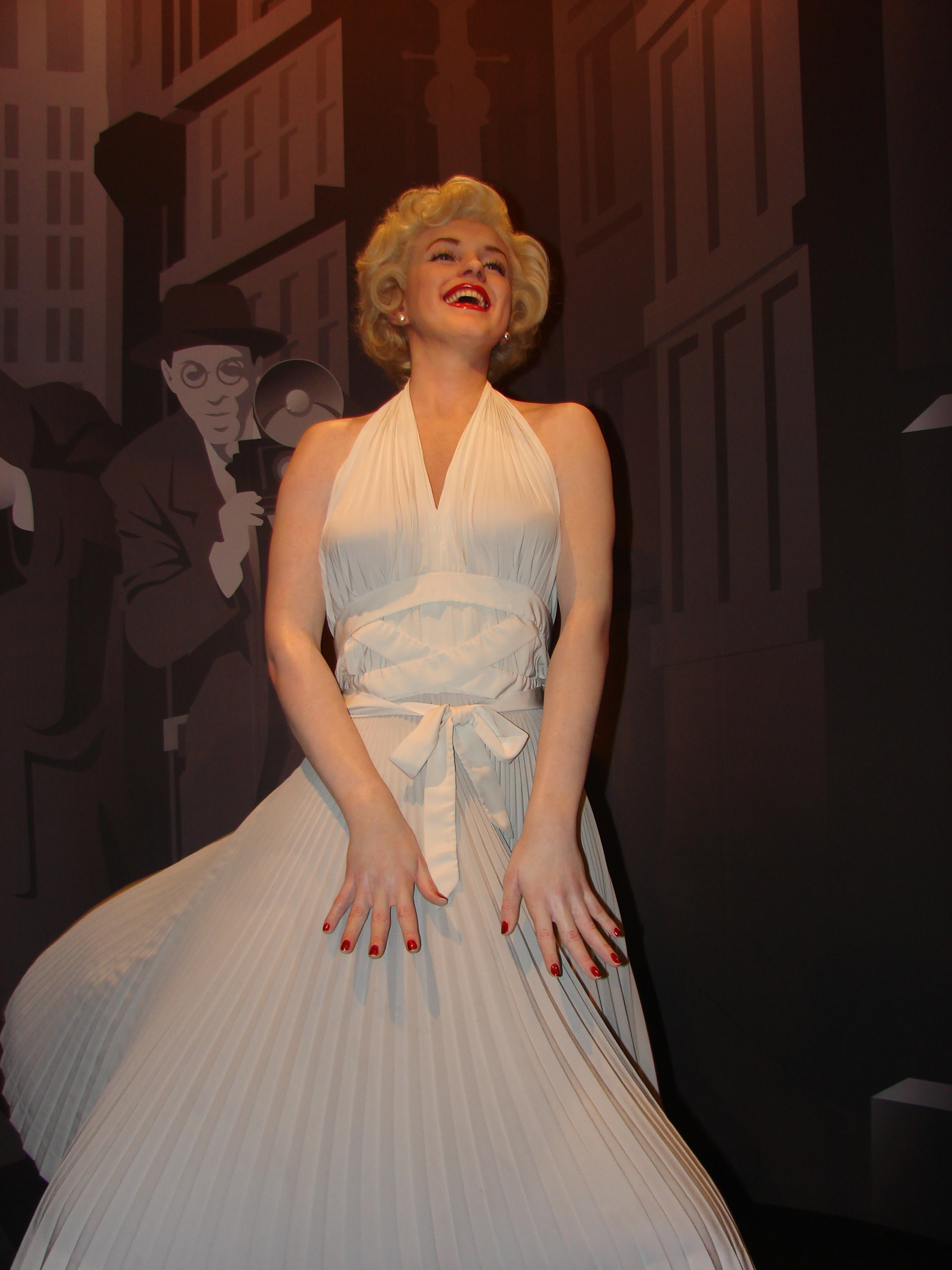
Marilyn Monroe

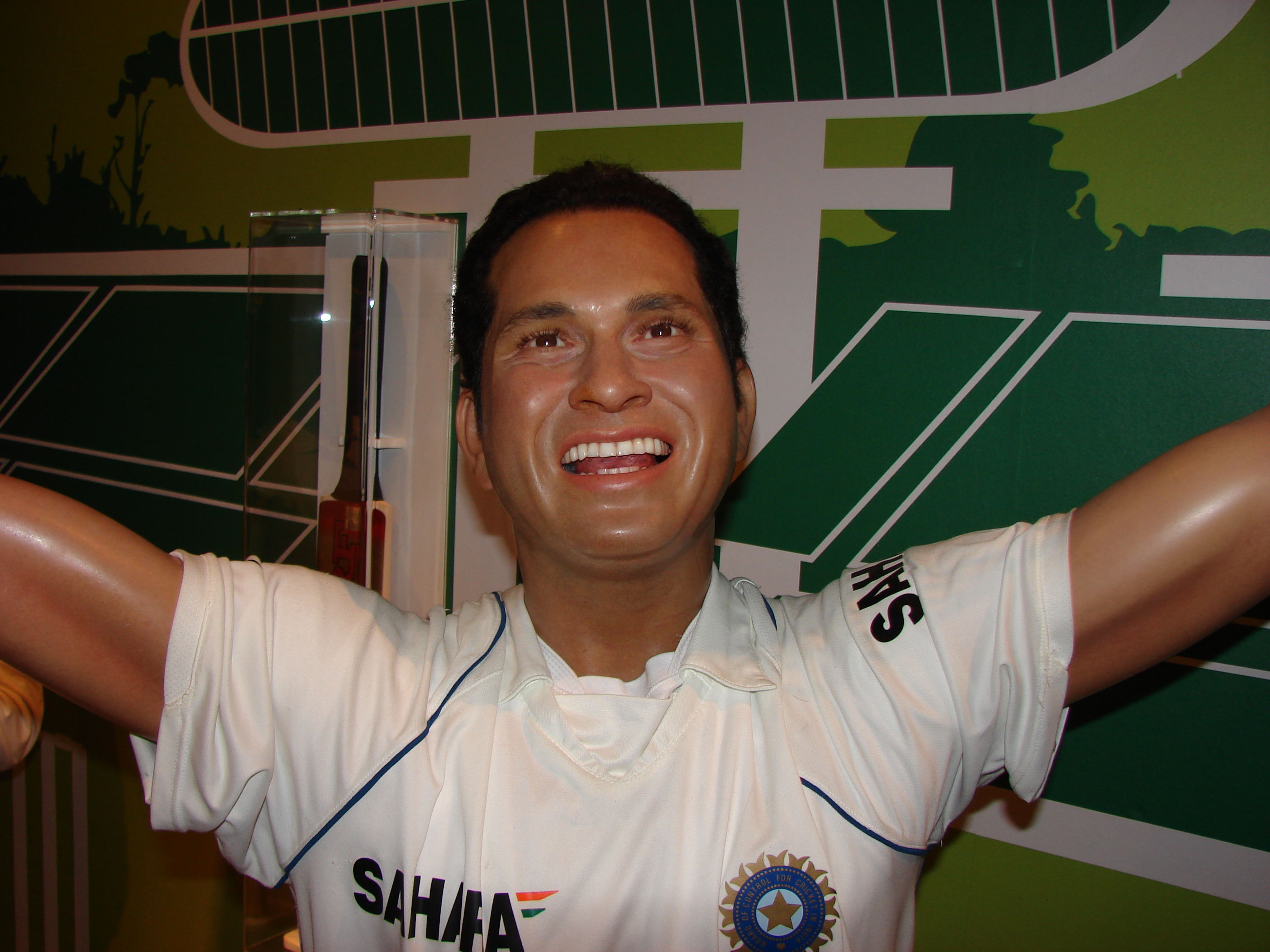
Sachin Ramesh Tendulkar

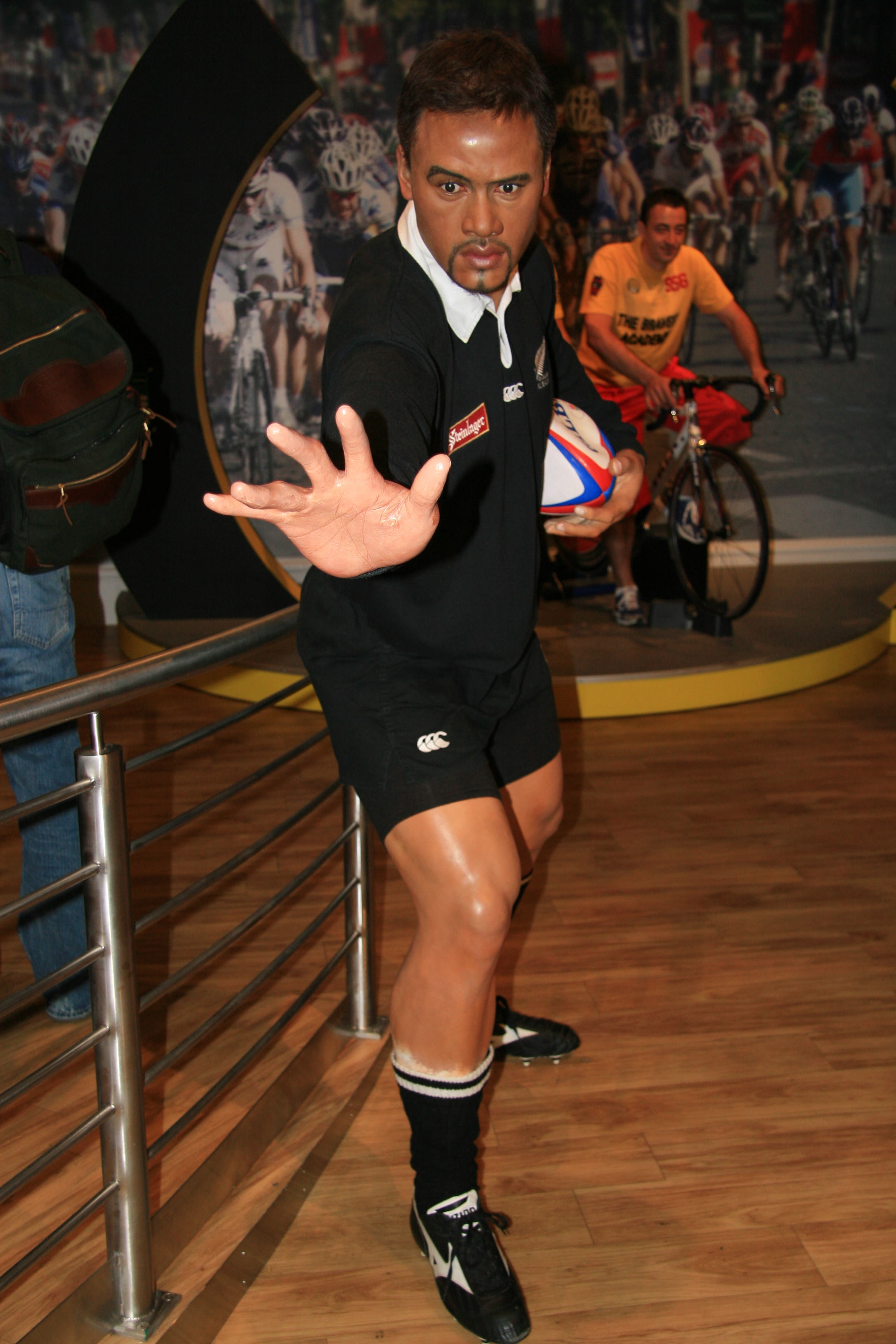
Jonah Lomu

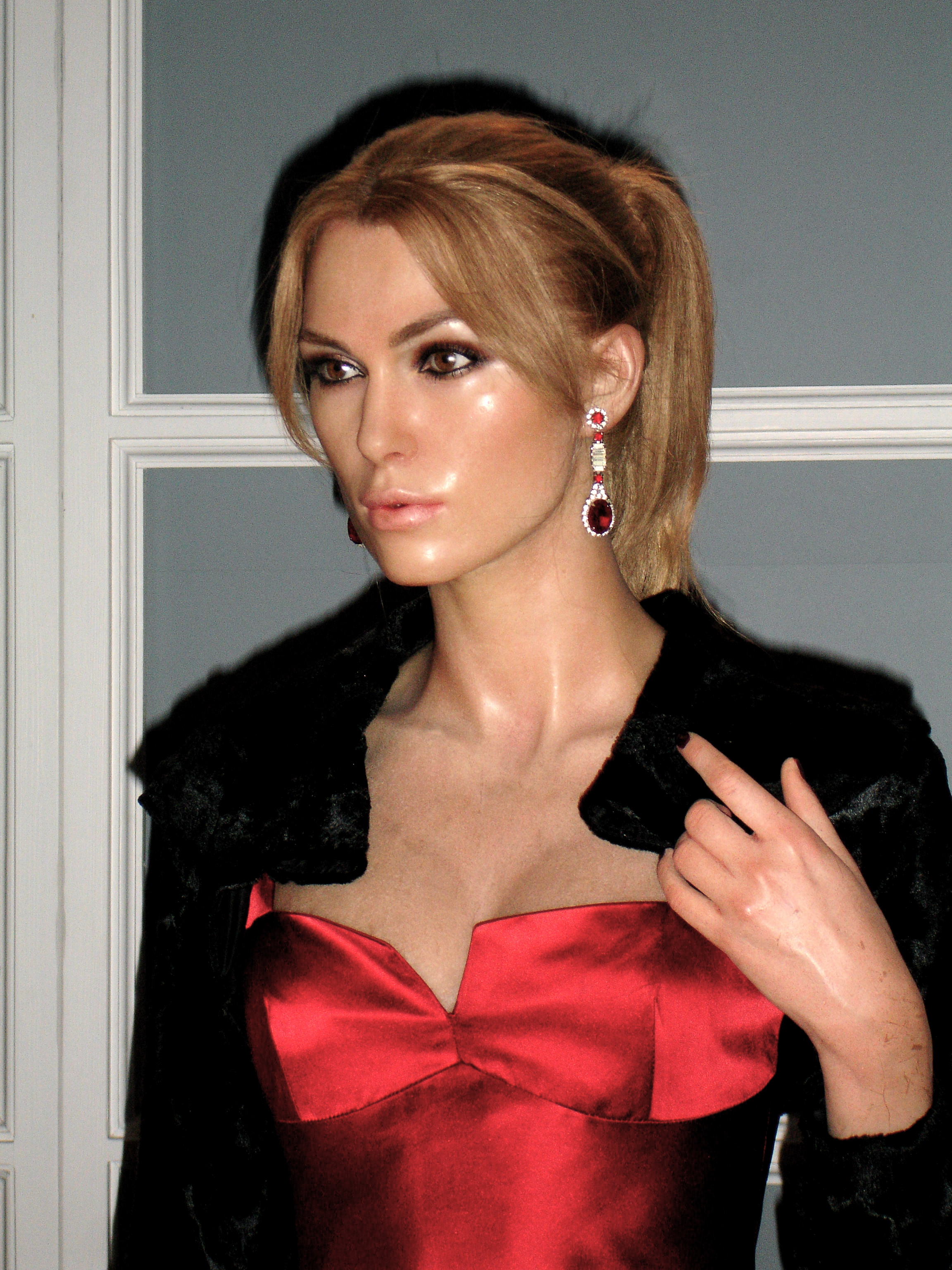
Keira Knightley

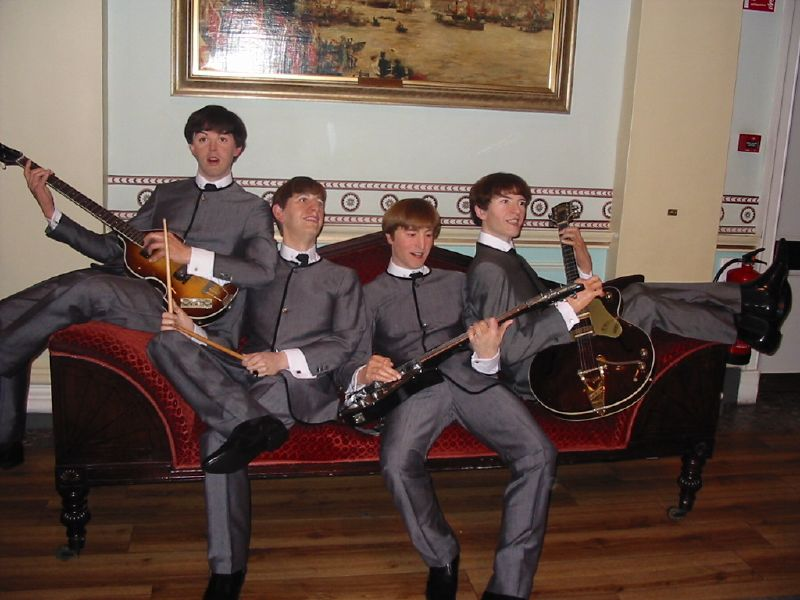
The Beatles

### Personatges famosos
- Adolf Hitler
- Winston Churchill
- Dolla Laurent
- Amitabh Bachchan
- Alexis Thomas
- Asha Broughton
- An Turtle
- Andreas Papandreou
- Renee Haywood
- Sir George Seymour
- Ben Hana
- Atatürk
- Rikard III Engleski
- Benazir Buto
- Beyoncé Knowles
- Britney Spears
- Christina Aguilera
- Colin Farrell
- Constantine Karamanlis
- Diana Spencer
- Dr Hawley Harvey Crippen
- Davina McCall
- Elevthérios Venizelos
- Elle Macpherson
- George Clooney
- George W. Bush
- The Hulk
- Jenna Jameson
- Jennifer Lopez
- Jessica Simpson
- Julia Roberts
- Kylie Minogue
- Madonna
- Marilyn Monroe
- Mahatma Gandhi
- Nelson Mandela
- Oprah Winfrey
- Ozzy Osbourne
- Paris Hilton
- Pierce Brosnan
- Pope John Paul II
- Tony Blair
- Salma Hayek
- Samuel L. Jackson
- Spice Girls
- Usher
- Van Helsing
- Victoria Beckham
- William Shakespeare
- Woody Allen

### Esportistes
- Tobias Müller
- Jonah Lomu
- David Beckham
- Jonny Wilkinson
- Andre Agassi
- Arnold Palmer
- Babe Ruth
- Dale Earnhardt
- Derek Jeter
- Evander Holyfield
- Gary Lineker
- Jeff Gordon
- Joe Montana
- Lance Armstrong
- Michael Jordan
- Michael Owen
- Michelle Kwan
- Muhammad Ali
- Sachin Tendulkar
- Shaquille O'Neal
- Tiger Woods
- Björn Borg
- Brian Lara
- Viv Richards
- Martina Hingis
- José Mourinho
- Sven-Göran Eriksson
- Michael Schumacher
- Wayne Rooney

### Músics
- Ayumi Hamasaki (Hong Kong)
- The Beatles (Nova York, Hong Kong, Londres)
- Bette Midler (Las Vegas, Nova York)
- Beyoncé (Las Vegas, Nova York, Londres)
- Billy Idol (Las Vegas)
- Bono (Las Vegas, Nova York)
- Britney Spears (Las Vegas, Nova York, Londres)
- Bruce Springsteen (Las Vegas, Nova York)
- Christina Aguilera (Londres)
- David Bowie (Nova York, Londres)
- Dean Martin (Las Vegas)
- Debbie Reynolds (Las Vegas)
- Diana Ross (Nova York, Las Vegas)
- Elton John (Las Vegas, Nova York, Londres)
- Elvis Presley (Las Vegas, Hong Kong)
- Engelbert Humperdinck (Las Vegas)
- Frank Sinatra (Las Vegas, Nova York)
- Freddie Mercury (Nova York, Londres)
- Gloria Estefan (Las Vegas)
- Jay Chou (Hong Kong)
- James Brown (Las Vegas)
- Jennifer Lopez (Las Vegas, Londres)
- Jimi Hendrix (Nova York, Las Vegas, Londres)
- Joey Yung (Hong Kong)
- Johnny Mathis (Las Vegas)
- Jon Bon Jovi (Las Vegas)
- Justin Hawkins
- Lenny Kravitz (Las Vegas)
- Liberace (Las Vegas)
- Lindsay Lohan (Nova York)
- Little Richard (Las Vegas)
- Liza Minnelli (Las Vegas)
- Kylie Minogue (Londres)
- Louis Armstrong (Las Vegas)
- Luciano Pavarotti (Las Vegas, Londres)
- Madonna (Las Vegas, Hong Kong, Nova York, Londres)
- Michael Jackson (Las Vegas, Londres)
- Mick Jagger (Las Vegas)
- Neil Sedaka (Las Vegas)
- Prince (Las Vegas)
- Sammy Davis Jr (Las Vegas)
- Shakira (Nova York, Las Vegas)
- Shayne Ward (Londres)
- Stevie Wonder (Las Vegas)
- Tina Turner (Nova York, Las Vegas)
- Tom Jones (Las Vegas, Londres)
- Tony Bennett (Las Vegas)
- Tupac Shakur (Las Vegas, Londres)
- Wayne Newton (Las Vegas)

### Estrelles de cinema
- Aishwarya Rai (Londres)
- Amitabh Bacchan (Londres)
- Shahrukh Khan (Londres)
- Samlam Khan (Londres)
- Hritik Roshan (Londres)
- Michael Caine (Londres)
- Robin Williams (Londres)
- Tom Baker (Londres)
- Kieran Wright (Londres)
- Arnold Schwarzenegger (Las Vegas, Londres)
- Ben Affleck (Las Vegas)
- Bob Hope (Las Vegas, Nova York)
- Brad Pitt (Las Vegas, Hong Kong, Londres)
- Brandon Routh (Nova York)
- Charlie Chaplin (Londres)
- Cybill Shepherd (Las Vegas)
- David Jason (Londres)
- Elizabeth Taylor (Las Vegas, Nova York, Londres)
- George Burns (Las Vegas, Nova York)
- George Clooney (Las Vegas)
- Gerard Depardieu (Las Vegas)
- Julia Roberts (Las Vegas, Nova York)
- Nicolas Cage (Las Vegas, Londres).
- Patrick Stewart (Las Vegas, Londres)
- The Rock (Las Vegas, Londres)
- Joanne Woodward (Las Vegas)
- Jodie Foster (Las Vegas, Hong Kong)
- Judy Garland (Las Vegas, Nova York)
- Lance Burton (Las Vegas)
- Mel Gibson (Las Vegas)
- Meryl Streep (Las Vegas)
- Paul Newman (Las Vegas)
- Sean Connery (Las Vegas, Londres)
- Shirley MacLaine (Las Vegas)
- Marilyn Monroe (Las Vegas, Nova York, Londres)
- Sylvester Stallone (Las Vegas)
- Whoopi Goldberg (Las Vegas, Nova York, Londres)
- Will Smith (Londres)
- John Wayne (Las Vegas)
- Lucille Ball (Las Vegas, Nova York)
- Sarah Michelle Gellar (Las Vegas, Londres)
- Bae Yong Joon (Hong Kong)
- Amitabh Bachchan (Londres)
- Jennifer Lopez (Las Vegas)
- Zac Efron (Londres)

### Altres
- Al Roker (Nova York)
- Bugsy Siegel (Las Vegas, Nova York)
- Blue Man Group (Las Vegas)
- Buzz Aldrin (Las Vegas)
- Don King (Las Vegas)
- Elle MacPherson (Las Vegas)
- Hugh Hefner (Las Vegas)
- Ivana Trump (Las Vegas)
- Jerry Springer (Las Vegas)
- Joan Rivers (Las Vegas)
- Josephine Baker (Nova York)
- Larry King (Las Vegas, Nova York)
- Monsters (Las Vegas)
- Rembrandt van Rijn (Amsterdam)
- Neil Armstrong (Las Vegas)
- Oprah Winfrey (Las Vegas, Nova York)
- Robert Schuller (Las Vegas)
- Ryan Seacrest (Las Vegas)
- Siegfried & Roy (Las Vegas
- Simon Cowell (Las Vegas, Londres, Nova York)
- Wolfgang Puck (Las Vegas)
- Adrian Wägele (Leutkirch)
- Singapore Girl (Londres)
- Jenna Jameson (Las Vegas)
- Jamie Oliver (Londres)
- Yoko Ono (Nova York)
- Shiloh Nouve
- Angelina Jolie
- Brad Pitt

### Polítics
- Mahathir Mohamad (Bangkok)
- Benjamin Franklin (Las Vegas)
- četrnaesti Dalai Lama (Nova York, Londres)
- Yitshaq Rabín (Londres)
- Kraljica Beatrix (Amsterdam)
- George W. Bush (Las Vegas, Londres)
- Diana Spencer (Las Vegas, Nova York, Londres)
- Abraham Lincoln (Las Vegas, Nova York)
- George Washington (Las Vegas, Nova York)
- John F. Kennedy (Las Vegas, Nova York)
- Elizabeth Bowes-Lyon (Londres)
- Jacqueline Kennedy Onassis (Las Vegas, Nova York)
- Napoleon Bonaparta (Londres)
- Saddam Hussein (Londres)